# Zyprischer Fußballpokal 1997/98
Der Zyprische Fußballpokal 1997/98 war die 56. Austragung des zyprischen Pokalwettbewerbs. Er wurde vom zyprischen Fußballverband ausgetragen. Das Finale fand am 15. Mai 1998 im Makario-Stadion von Nikosia statt.
Pokalsieger wurde Anorthosis Famagusta. Das Team setzte sich im Finale gegen Apollon Limassol durch. Da Anorthosis auch die Meisterschaft gewann, qualifizierte sich der unterlegene Pokalfinalist für den Europapokal der Pokalsieger 1998/99.

## Modus
Die Begegnungen der Vorrunde und der 1. Runde wurden in einem Spiel ausgetragen. Bei unentschiedenem Ausgang wurde das Spiel um zweimal 15 Minuten verlängert. Stand danach kein Sieger fest, folgte ein Wiederholungsspiel auf des Gegners Platz. Endete auch dies unentschieden, gab es eine Verlängerung und gegebenenfalls ein Elfmeterschießen.
Von der 2. Runde bis zum Halbfinale wurden alle Begegnungen in Hin- und Rückspiel ausgetragen. Bei Torgleichheit entschied zunächst die Anzahl der auswärts erzielten Tore, danach eine Verlängerung und schließlich das Elfmeterschießen.

## Teilnehmer
| First Division (14) | Second Division (14) | Third Division (14) | Fourth Division (8) |
| --- | --- | --- | --- |
| - AEK Larnaka - AEL Limassol - Alki Larnaka - Anagennisi Deryneia - Anorthosis Famagusta - APOEL Nikosia - APOP Paphos - Apollon Limassol - Enosis Neon Paralimni - Ethnikos Assia - Ethnikos Achnas - Evagoras Paphos - Nea Salamis Famagusta - Omonia Nikosia | - Akritas Chlorakas - APEP Pitsilia - Aris Limassol - ASIL Lysi - Chalkanoras Idaliou - Digenis Akritas Morphou - Doxa Katokopia - Ermis Aradippou - Iraklis Gerolakkou - Olympiakos Nikosia - Omonia Aradippou - Onisilos Sotira - PAEEK Kyrenia - Rotsidis Mammari | - Achyronas Liopetriou - Adonis Idaliou - AEK/Achilleas Agios Theraponta - AEK Kakopetrias - AEZ Zakakiou - Anagennisi Germasogeias - AO Agia Napa - APEP Palendriou - Elia Lythrodonta - Enosis Kokkinotrimithia - Enosis Neon THOI Lakatamia - Ethnikos Latsion - Kinyras Empas - Othellos Athienou | - AMEK Kapsalou - Anagennisi Prosfigon Limassol - ATE PEK Ergaton - Doxa Paliometochou - MEAP Nisou - Orfeas Nikosia - Poseidonas Giolou - SEK Agiou Athanasiou |

## Vorrunde
In dieser Runde traten alle 14 Teams der Second Division, alle 14 Teams der Third Division und 8 Teams der Fourth Division an.
|                                | Ergebnis  |                               |
| ------------------------------ | --------- | ----------------------------- |
| AO Agia Napa                   | 2:1       | Onisilos Sotira               |
| Achyronas Liopetriou           | 4:0       | AMEK Kapsalou                 |
| Adonis Idaliou                 | 1:4       | APEP Palendriou               |
| AEK/Achilleas Agios Theraponta | 2:1       | Ermis Aradippou               |
| Anagennisi Germasogeias        | 2:1       | PAEEK Kyrenia                 |
| ASIL Lysi                      | 2:1       | Othellos Athienou             |
| ATE PEK Ergaton                | 0:3       | Doxa Katokopia                |
| Chalkanoras Idaliou            | 5:0       | AEK Kakopetrias               |
| Digenis Akritas Morphou        | 2:0       | Anagennisi Prosfigon Limassol |
| Doxa Paliometochou             | 1:0       | Akritas Chlorakas             |
| Enosis Neon THOI Lakatamia     | 0:2       | Aris Limassol                 |
| Elia Lythrodonta               | 3:2       | Poseidonas Giolou             |
| Kinyras Empas                  | 0:9       | Olympiakos Nikosia            |
| MEAP Nisou                     | 1:4 n. V. | Enosis Kokkinotrimithia       |
| Omonia Aradippou               | 7:0       | APEP Pitsilia                 |
| Orfeas Nikosia                 | 1:2       | AEZ Zakakiou                  |
| Rotsidis Mammari               | 5:1       | Iraklis Gerolakkou            |
| SEK Agiou Athanasiou           | 9:4       | Ethnikos Latsion              |

## 1. Runde
Alle 14 Vereine der First Division stiegen in dieser Runde ein. Diese Teams wurden nicht gegeneinander gelost.
|                                | Ergebnis  |                         |
| ------------------------------ | --------- | ----------------------- |
| Achyronas Liopetriou           | 0:1       | Apollon Limassol        |
| AEK Larnaka                    | 3:1       | Olympiakos Nikosia      |
| AEK/Achilleas Agios Theraponta | 1:4       | Anagennisi Deryneia     |
| Alki Larnaka                   | 6:1       | SEK Agiou Athanasiou    |
| Anagennisi Germasogeias        | 1:1 n. V. | ASIL Lysi               |
| Anorthosis Famagusta           | 8:1       | Rotsidis Mammari        |
| APEP Palendriou                | 1:0       | Digenis Akritas Morphou |
| APOEL Nikosia                  | 6:0       | Enosis Kokkinotrimithia |
| APOP Paphos                    | 8:0       | Chalkanoras Idaliou     |
| Doxa Katokopia                 | 1:2       | Nea Salamis Famagusta   |
| Doxa Paliometochou             | 2:3       | AEL Limassol            |
| Enosis Neon Paralimni          | 8:1       | Elia Lythrodonta        |
| Ethnikos Achnas                | 2:2 n. V. | Aris Limassol           |
| Ethnikos Assia                 | 2:0       | AO Agia Napa            |
| Evagoras Paphos                | 5:3       | Omonia Aradippou        |
| Omonia Nikosia                 | 3:0       | AEZ Zakakiou            |

### Wiederholungsspiele
|               | Ergebnis |                         |
| ------------- | -------- | ----------------------- |
| ASIL Lysi     | 1:3      | Anagennisi Germasogeias |
| Aris Limassol | 0:1      | Ethnikos Achnas         |

## 2. Runde
|                         | Gesamt |                       | Hinspiel | Rückspiel |
| ----------------------- | ------ | --------------------- | -------- | --------- |
| AEL Limassol            | 1:4    | Anagennisi Deryneia   | 0:0      | 1:4       |
| Alki Larnaka            | 1:6    | Ethnikos Achnas       | 1:2      | 0:4       |
| Anagennisi Germasogeias | 1:7    | Ethnikos Assia        | 1:3      | 0:4       |
| Anorthosis Famagusta    | 2:1    | AEK Larnaka           | 1:0      | 1:1       |
| APOEL Nikosia           | 2:1    | Enosis Neon Paralimni | 1:0      | 1:1       |
| Apollon Limassol        | 11:00  | APEP Palendriou       | 8:0      | 3:0       |
| APOP Paphos             | 4:2    | Evagoras Paphos       | 0:0      | 4:2       |
| Omonia Nikosia          | 2:3    | Nea Salamis Famagusta | 1:1      | 1:2       |

## Viertelfinale
|                      | Gesamt    |                       | Hinspiel | Rückspiel |
| -------------------- | --------- | --------------------- | -------- | --------- |
| Anorthosis Famagusta | 3:1       | APOEL Nikosia         | 1:0      | 2:1       |
| Apollon Limassol     | 2:0       | Nea Salamis Famagusta | 1:1      | 1:0       |
| APOP Paphos          | (a)2:2(a) | Ethnikos Assia        | 1:0      | 1:2       |
| Ethnikos Achnas      | 4:3       | Anagennisi Deryneia   | 1:1      | 3:2       |

## Halbfinale
|                      | Gesamt |                  | Hinspiel | Rückspiel |
| -------------------- | ------ | ---------------- | -------- | --------- |
| Anorthosis Famagusta | 4:1    | Ethnikos Achnas  | 4:0      | 0:1       |
| APOP Paphos          | 3:5    | Apollon Limassol | 3:2      | 0:3       |

## Finale
| Paarung              | Anorthosis Famagusta – Apollon Limassol |
| Ergebnis             | 3:1 (1:1) |
| Datum                | 15. Mai 1998 |
| Stadion              | Makario-Stadion, Nikosia |
| Tore                 | 1:0 Slobodan Krčmarević (24.) 1:1 Milenko Špoljarić (36.) 2:1 Yiannakis Okkas (78.) 3:1 Loukas Louca (82.) |
| Anorthosis Famagusta | Nicos Panayiotou – Zacharias Charalambous, Dimitris Ioannou, Paris Elia, Stavros Foukaris – Vasos Melanarkitis, Panagiotis Egomitis, Vladan Tomić, Vesko Mihailovic – Slobodan Krčmarević, Yiannakis Okkas.                                                  |
| Apollon Limassol     | Alexandros Michail – Michalis Tsouras, Rudi Vata, Marios Charalambous, Stavros Georgiou (55. Angelos Tsolakis) – Charalampos Pittas, Marios Kyriakou (77. Geogios Iosifidis), Milenko Špoljarić – Jovo Miseljić, Nebojša Mladenović, Nikodimos Papavasiliou. |